# Сизова, Ксения Владимировна
Ксе́ния Влади́мировна Сизо́ва (род. 30 июля 1989) — российская волейболистка.

## Биография
Ксения Сизова родилась 30 июля 1989 года.
Воспитанница СДЮСШОР «Уралочка», первый тренер — Валерий Кунышев.
С 2005 года выступала за ВК «Уралочка-НТМК», но не смогла закрепиться в основном составе. В сезоне 2011—2012 года выступала за польский волейбольный клуб «Белосток», в сезоне 2012—2013 года — за ВК «Обнинск».